# How Do You Know
How Do You Know (Brasil: Como Você Sabe / Portugal: Tens a Certeza?) é um filme de comédia dramática romântica de 2010 dirigida, escrita e produzida por James L. Brooks. É estrelado por Reese Witherspoon, Paul Rudd e Owen Wilson, além de ser o último filme do consagrado ator Jack Nicholson. Estreou no dia 17 de dezembro nos cinema estadunidenses.
O filme foi rodado na Filadélfia e Washington, D.C.. Ele foi lançado em 12 de dezembro de 2010. Isto marca o terceiro filme a apresentar Witherspoon e Rudd como protagonistas, os demais foram Monsters vs. Aliens de 2009 e Overnight Delivery de 1998.
O filme sofreu grandes perdas na bilheteria mundial, arrecadando apenas 40 por cento do seu orçamento de $120 milhões de dólares americanos de volta.

## Sinopse
Lisa (Reese Witherspoon), jogadora estrela de softbol, foi removida da seleção; George (Paul Rudd), acadêmico empresário, acaba de ser expulso da empresa de seu pai. Quando tudo que eles conhecem é tirado deles, Lisa e George tentam encontrar romance. Seus relacionamentos atuais não estão indo bem e depois de ser apresentado por amigos em comum, Lisa e George fazem uma tentativa de formar uma amizade, ou mais, para ajudá-los a sair das pilhas de limões que a vida lhes deu.

## Elenco
- Reese Witherspoon como Lisa Jorgenson
- Paul Rudd como George Madison
- Owen Wilson como Matty Reynolds
- Jack Nicholson como Charles Madison
- Dean Norris como Tom
- Kathryn Hahn como Annie
- Yuki Matsuzaki como Tori
- Andrew Wilson como companheiro de equipe de Matty
- Shelley Conn como Terry
- Tony Shalhoub como Psiquiatra Psychiatrist
- Domenick Lombardozzi como Lançador
- Ron McLarty como Advogado de George
- Lenny Venito como Al
- Mark Linn-Baker como Ron
- Molly Price como Treinadora Sally
- Joseph Clampitt como Estudante de Física

## Produção
Brooks começou a trabalhar no filme em 2005, desejando criar um filme sobre um jovem atleta. Ao entrevistar inúmeras mulheres por centenas de horas em sua pesquisa para o filme, ele também se interessou por "os dilemas de executivos contemporâneos, que às vezes são responsabilizados pela lei para o comportamento das empresas das quais eles não podem sequer ter consciência." Ele criou os personagens de Paul Rudd e Jack Nicholson para este conceito. As filmagens terminaram em novembro de 2009, embora Brooks depois tenha refeito abertura e encerramento do filme. O papel de Nicholson foi destinado para Bill Murray.
O custo total de produção do filme foi $120 milhões, com o valor líquido em cerca de $100 milhões após descontos de imposto de Pensilvânia e no Distrito de Columbia. Os salários combinados para o diretor Brooks (cerca de $10 milhões) e as quatro estrelas principais Witherspoon ($15 milhões), Nicholson ($12 milhões), Wilson ($10 milhões) e Rudd ($3 milhões) totalizaram cerca de $ 50 milhões. Produção de Brooks "lento e meticuloso" e pós-produção também explicou o tamanho do orçamento.

## Recepção

### Crítica
O Metacritic, que usa uma média ponderada, atribuiu ao filme uma pontuação de 46 em 100, baseado em 38 críticos, indicando críticas "mistas ou médias". No site agregador de críticas Rotten Tomatoes, 32% das 144 resenhas dos críticos são positivas. O consenso diz que o filme "possui um quarteto de protagonistas simpáticos - e eles merecem mais do que isso, das falhas de ignição longas demais do escritor/diretor James L. Brooks."

### Bilheteria
O filme estreou muito mal com $7.6 milhões nos Estados Unidos e Canadá, tornando-se em oitavo lugar nas bilheterias em seu primeiro fim de semana. O filme caiu do gráfico pelo seu terceiro fim de semana. No dia da abertura, 17 de dezembro de 2010, que estreou em #5 atrás de Tron: Legacy, Yogi Bear, The Fighter e The Chronicles of Narnia: The Voyage of the Dawn Treader. Em 22 de dezembro, foi #11 na bilheteria.
How Do You Know arrecadou um total de $48,668,907 em todo o mundo, não conseguindo recuperar o seus $120 milhões de orçamento. Como resultado, foi uma enorme bomba de bilheteria.
Em 2014, o LA Times listou o filme como um dos fracassos de bilheteria mais caros de todos os tempos.